# Torre de Shújov en el río Oká

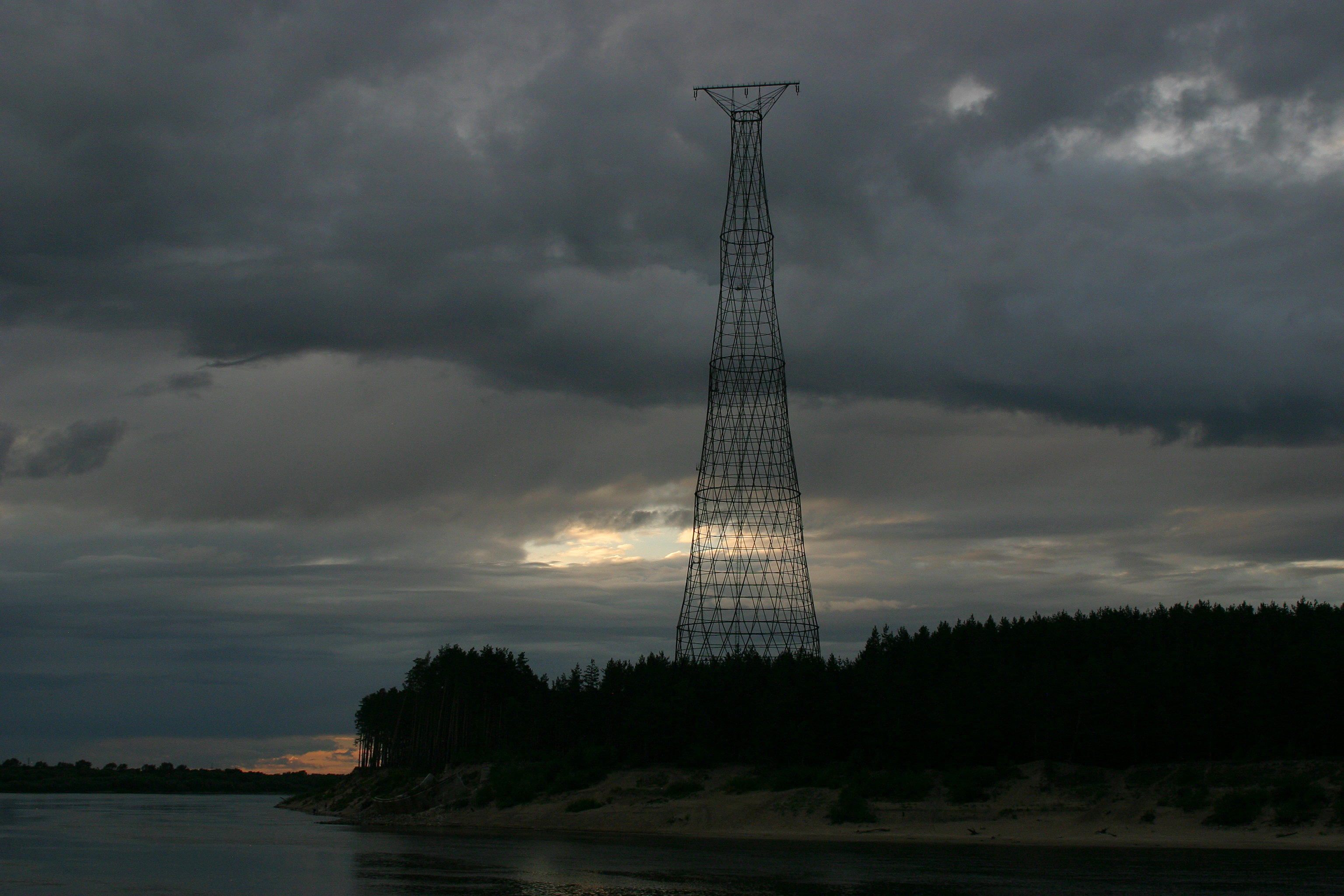
Torre de Shújov en el río Oká, 2006.

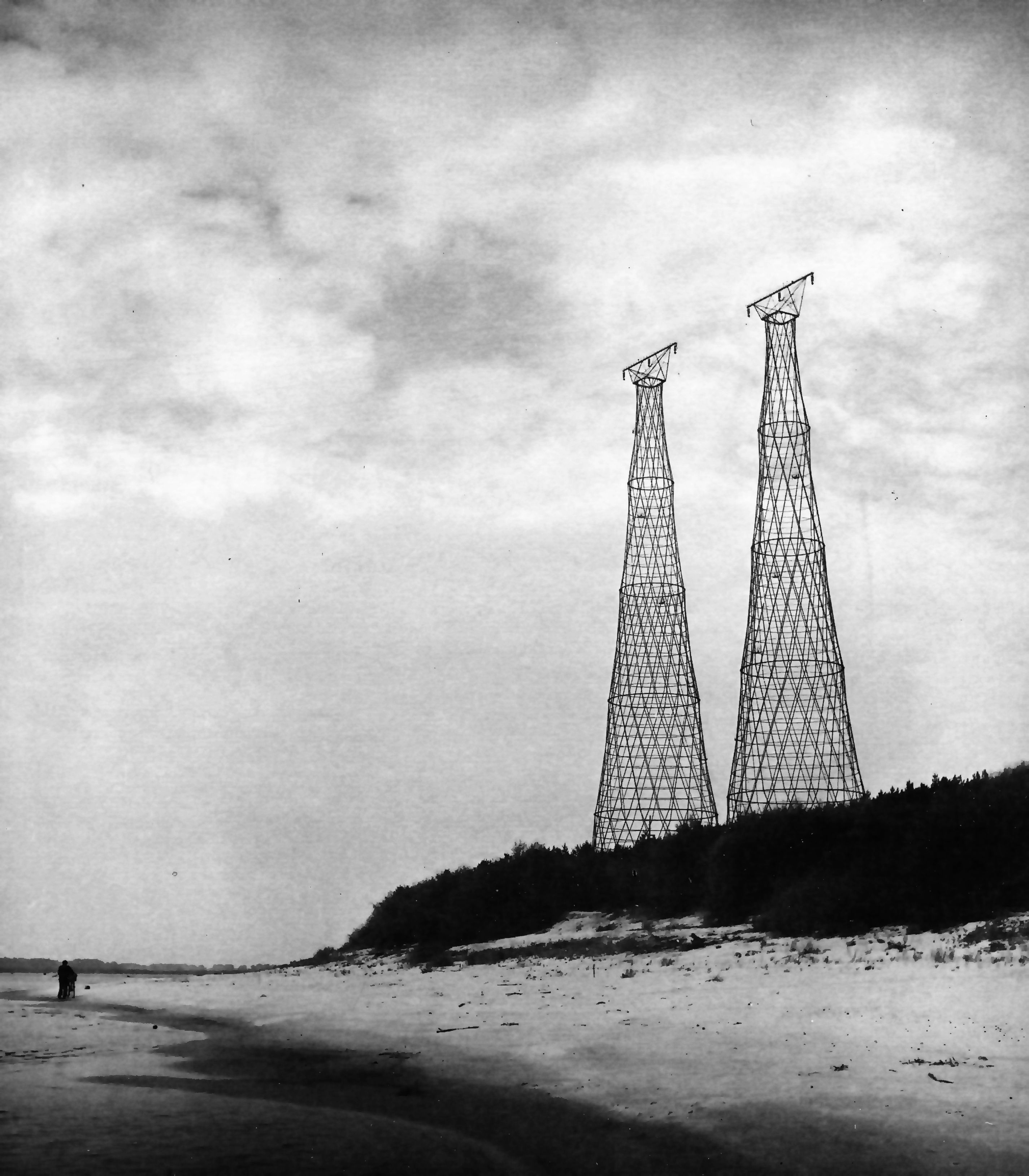
Torre de Shújov en el río Oká, 1988.

La Torre de Shújov en el río Oká (Torre eléctrica en NiGRES) es, junto con los Pilones de Cádiz, uno de los últimos pilones de electricidad hiperboloide superviviente del mundo. Está localizado en Rusia, en las cercanías de Dzerzhinsk, 20 km al oeste de Nizhny Nóvgorod, en la margen izquierda del río Oká. La torre era al principio una de seis diseñadas por el ingeniero ruso y científico Vladímir Shújov y se construyó entre 1927 y 1929. La torre de 128 metros se utilizaba como un pilón de apoyo para las líneas eléctricas de 115kV NiGRES que sobrevuelan el Oká.
El pilón de la torre consiste en cinco secciones de celosía de acero de 25 metros, formando una única cavidad por medio de una celosía de hiperboloides de revolución. Las secciones de pilón están hechas de perfiles rectos, cuyos extremos descansan en cimientos circulares. Los cimientos de hormigón circulares de la torre tienen un diámetro de 30 metros.

## Galería

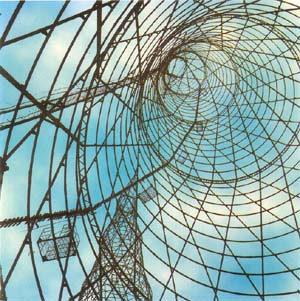
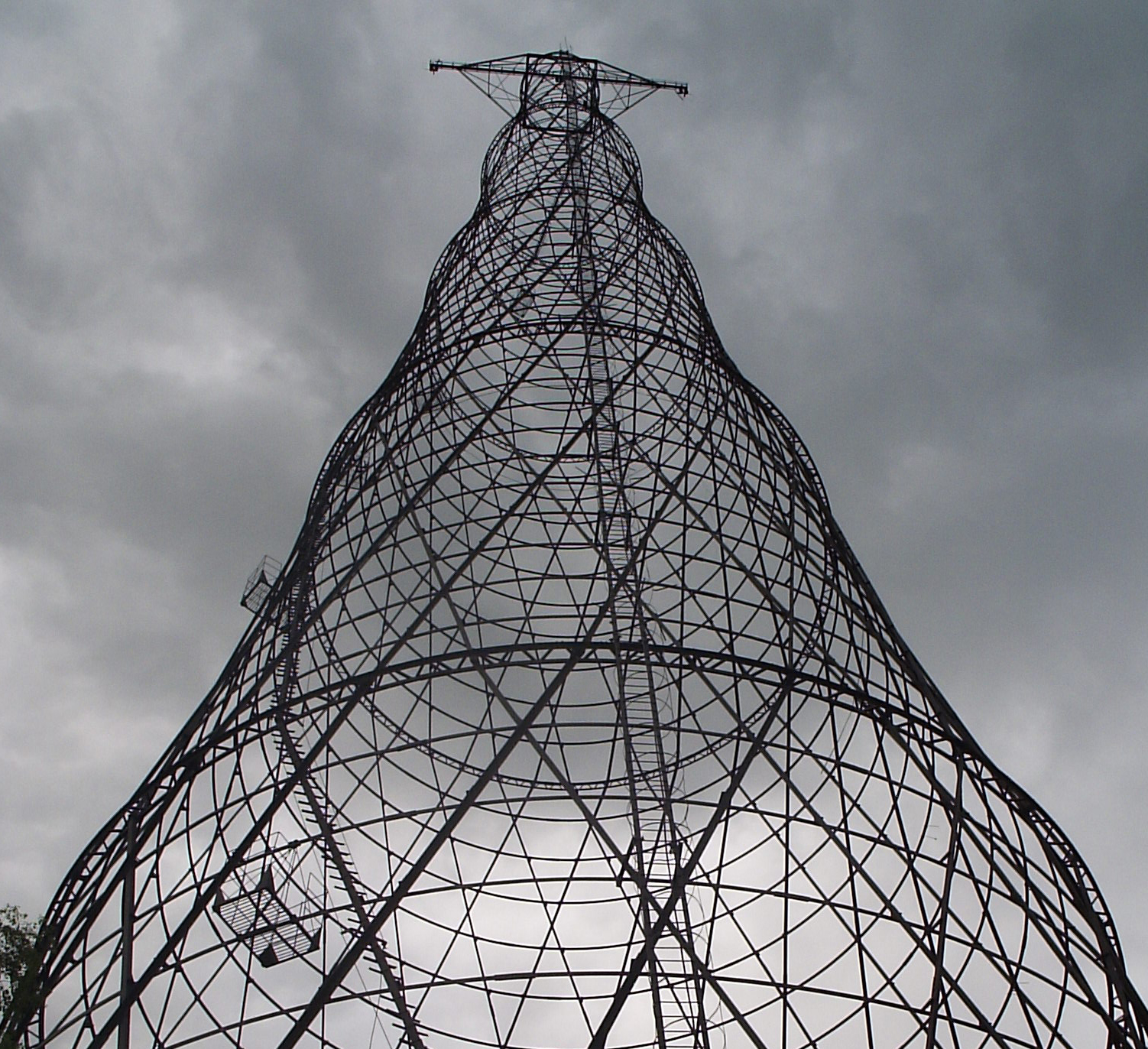